# Bonnac (Ariège)
Bonnac (okzitanisch Bonac) ist eine französische Gemeinde mit 789 Einwohnern (Stand 1. Januar 2022) im Département Ariège in der Region Okzitanien. Sie gehört zum Kanton Portes d’Ariège und zum Arrondissement Pamiers.
Die Gemeinde Bonnac liegt in einer Flussschleife der Ariège. Nachbargemeinden sind Saverdun im Nordwesten, Le Vernet im Norden, Montaut im Nordosten, Villeneuve-du-Paréage im Osten, Bézac im Süden, Saint-Amans im Südwesten und Unzent im Westen.

## Weblinks

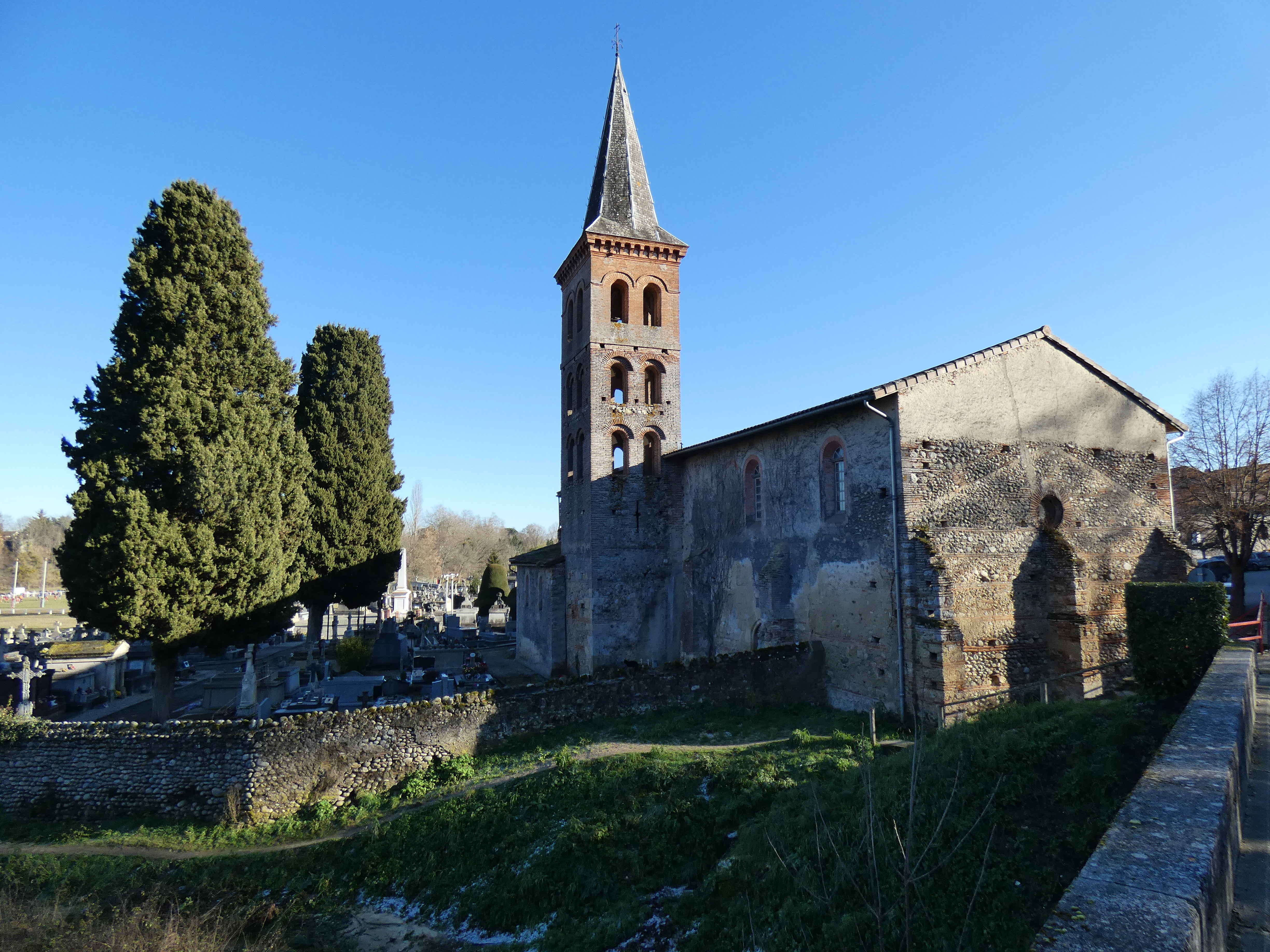
Saint-Pierre in Bonnac

## Bevölkerungsentwicklung
| Jahr                       | 1962 | 1968 | 1975 | 1982 | 1990 | 1999 | 2008 | 2019 |
| -------------------------- | ---- | ---- | ---- | ---- | ---- | ---- | ---- | ---- |
| Einwohner                  | 571  | 587  | 581  | 615  | 646  | 680  | 717  | 751  |
| Quellen: Cassini und INSEE |      |      |      |      |      |      |      |      |